# Радзишевский, Вацлав
Вацлав Радзишевский (пол. Wacław Radziszewski, 15 мая 1898—1940, Катынь?) — польский офицер, герой обороны Брестской крепости в 1939 году.

## Биография
С 1916 года был членом подпольной Польской военной организации (POW) под псевдонимом Радван. В 1918 году участвовал в разоружении немецких войск в Варшаве. В ноябре вступил добровольцем в Войско Польское. Окончив пехотное училище в Варшаве, 1 июля 1919 года получил звание подпоручика.
За свои действия в ходе советско-польской войны Вацлав Радзишевский был награждён орденом Virtuti Militari. В наградном представлении сказано: «… В критические дни обороны Замостья (31.08) подпоручик Радзишевский проявил личное мужество и хладнокровие … показал пример своим подчинённым…».
В 1922 году Радзишевский был переведен в резерв и как военный поселенец поселился близ Кобрина, где возглавлял Добровольную пожарную бригаду. В 1924 году в звании поручика продолжил военную карьеру в 82 пехотном полку. В 1932 году направлен комендантом округа в Пружаны. 1 января 1934 года ему было присвоено звание капитана. В 1936 году Вацлав Радзишевский вернулся в 82-й пехотный полк и был назначен комендантом школы унтер-офицеров, а затем командиром роты.
В сентябре 1939 года капитан Радзишевский как командир батальона участвовал в обороне Брестской крепости от немецких войск. Оставшись в крепости, он прикрывал отступление войск генерала К. Плисовского.

## Бои за Форт Берг
Единственным командиром, который не выполнил приказ Плисовского об отступлении, был капитан маршевого батальона 82-го пехотного полка Вацлав Радзишевский. Его батальон находился на Северном острове и прикрывал отступление польского гарнизона. В ночь на 18 сентября батальон Радзишевский с единственной уцелевшей пушкой занял форт «Граф Берг» (форт Сикорского). Лишь 19 сентября немецкие войска выяснили, что часть поляков еще находится в крепости. Когда Радзишевськиму предложили оставить сопротивление, он ответил отказом. В течение следующего дня немецкая артиллерия методично обстреливала форт Берг, однако попыток штурма не было.
22 сентября артобстрел форта Берг начали уже советские войска. В течение дня батальон Радзишевский отбил 3 атаки и уничтожил один бронеавтомобиль Красной Армии. Еще несколько неудачных попыток штурма было 24 и 25 сентября.
26 сентября в бой вступила тяжелая артиллерия. Ночью капитан Радзишевский отдал приказ об отступлении. Несмотря на блокирование подступов к форта, остаткам батальона удалось отойти в район Муравець.
27 сентября Брестская крепость вполне попала под контроль советских войск.
После ухода из крепости добрался до деревни Муравец, где переоделся в гражданскую одежду, оставил документы и направился в Брест, а затем вернулся к семье в Кобрин, где вскоре был арестован органами НКВД. В последний раз его имя упоминается весной 1940 года в документах на перевод из Козельского лагеря НКВД в Смоленск. Вероятно, Вацлав Радзишевский погиб либо в Катыни.